# Lothar Hahl
Lothar Hahl (* 21. März 1912 in Dieburg; † 28. Dezember 1941 bei Kaluga vermisst) war ein deutscher Provinzialrömischer Archäologe.
Hahl studierte nach dem Abitur am Gymnasium in Dieburg seit 1930 Klassische Archäologie, Vorgeschichte, Alte Geschichte und Volkskunde in Heidelberg, Wien, Frankfurt und Berlin. Im Juni 1935 wurde er in Klassischer Archäologie an der Universität Heidelberg bei Arnold von Salis mit einer Arbeit zur Stilentwicklung der provinzialrömischen Plastik promoviert. Anschließend war er als wissenschaftlicher Hilfsarbeiter am Saalburgmuseum, an der Römisch-Germanischen Kommission, am Augustinermuseum in Freiburg und am Römisch-Germanischen Zentralmuseum tätig. 1937/38 erhielt er das Wülfing-Stipendium. Von 1938 bis 1940 begann er mit der Neubearbeitung der römischen Steindenkmäler des Rheinischen Landesmuseums Bonn. Seit 1941 Soldat im Krieg gegen die Sowjetunion, wird er seit Ende Dezember 1941 vermisst.

## Veröffentlichungen
- Zur Stilentwicklung der provinzialrömischen Plastik in Germanien und Gallien. Wittich, Darmstadt 1937.
- Zur Matronenverehrung in Niedergermanien. In: Germania 21, 1937, S. 253–263.
- Eine silberne Merkurstatuette aus Offenburg. In: Badische Fundberichte 13, 1937, S. 97–100.
- Zur Erklärung der niedergermanischen Matronendenkmäler, ergänzt von Victorine Clairmont-von Gonzenbach. In: Bonner Jahrbücher 160, 1960, S. 9–49.